# TVB 1898 Stuttgart
TVB 1898 Stuttgart – niemiecki męski klub piłki ręcznej z Waiblingen. Występuje w Bundeslidze, mecze w roli gospodarza rozgrywa w Stuttgarcie.
W latach 2006–2015 klub występował pod nazwą TV Bittenfeld w 2. Bundeslidze. W sezonie 2014/2015 wygrał w niej 25 meczów, pięć zremisował, a osiem przegrał, zajmując z dorobkiem 55 punktów 3. miejsce, dające awans do Bundesligi. W debiutanckim sezonie 2015/2016 w najwyższej klasie rozgrywkowej, już pod nazwą TVB 1898 Stuttgart, zespół odniósł cztery zwycięstwa, zanotował sześć remisów i poniósł 22 porażki. Z dorobkiem 14 punktów zajął 15. miejsce (ostatnie niespadkowe). W sezonach 2016/2017 i 2017/2018 klub kończył rozgrywki Bundesligi na 14. pozycji.

## Sukcesy
- Bundesliga:
  - 14. miejsce: 2016/2017, 2017/2018
  - 15. miejsce: 2015/2016
- 2. Bundesliga:
  - 3. miejsce: 2014/2015

## Kadra w sezonie 2018/2019
Opracowano na podstawie materiału źródłowego:
| Bramkarze - 1. Johannes Bitter - 12. Jonas Maier - 22. Nick Lehmann Rozgrywający - 6. Dominik Weiß - 8. Michael Schweikardt - 10. Michael Kraus - 13. Robert Markotić - 20. Florian Burmeister - 24. Lukas von Deschwanden - 77. David Schmidt | Skrzydłowi - 2. Tobias Schimmelbauer - 3. Max Häfner - 7. Bobby Schagen - 30. Sascha Pfattheicher Obrotowi - 9. Manuel Späth - 14. Simon Baumgarten - 17. Samuel Röthlisberger |

## Bilans w Bundeslidze
| Sezon                 | Miejsce | M   | W  | R  | P  | Bramki    |
| --------------------- | ------- | --- | -- | -- | -- | --------- |
| 2015/2016             | 15.     | 32  | 4  | 6  | 22 | 783–926   |
| 2016/2017             | 14.     | 34  | 10 | 3  | 21 | 865–944   |
| 2017/2018             | 14.     | 34  | 8  | 4  | 22 | 852–959   |
| Razem                 | Razem   | 100 | 22 | 13 | 65 | 2500–2829 |
| Źródło: 1. Bundesliga |         |     |    |    |    |           |